# Síncope (medicina)
Una síncope és una pèrdua brusca de consciència i de to postural, de durada breu, amb recuperació espontània sense necessitat de maniobres de reanimació. La presíncope és la sensació d'atenuació de consciència, sense arribar a perdre-la.
No hi ha un consens entre l'ús popular i mèdic dels termes de desmai, basca (només en la forma en singular), lipotímia i, també a l'Alguer, deliqui. De vegades es parla de desmai com a sinònim de síncope, però generalment es fa servir desmai i lipotímia com a sinònims del tipus més habitual de síncope: la síncope vasovagal.
La pèrdua de consciència pot ser curta o llarga. Pot tenir diverses causes: cops, calor ambiental intensa, manca d'oxigen, anèmia, narcolèpsia, anorèxia nerviosa, somatització o simplement una alimentació deficient. L'estat de pèrdua del coneixement més prolongat i més profund sovint s'anomena coma.

## Descripció
Un desmai és la pèrdua temporal del coneixement a conseqüència d'una disminució del flux sanguini al cervell. L'episodi és breu (dura menys d'un parell de minuts) i va seguit d'una recuperació ràpida i completa.
Les persones afectades poden presentar visió borrosa, marejos o vertigen abans de presentar-se el desmai.

## Causes comunes
Un desmai pot ocórrer mentre la persona està orinant, defecant (especialment si hi ha esforç), tossint vigorosament, fent exercici físic o quan la persona ha estat parada en un lloc durant molt de temps. Els desmais també poden estar relacionats amb la por, la deglució, el dolor intens i el sofriment emocional.
Una baixada sobtada en la pressió sanguínia pot causar un desmai, la qual cosa pot passar si es presenta sagnat o deshidratació severa. Així mateix, un desmai pot passar si la persona s'incorpora sobtadament des d'una posició d'ajagut (hipotensió ortostàtica).
Certs medicaments poden comportar que es presenti desmai a causa d'un descens en la pressió sanguínia o una altra raó. Els medicaments comuns que contribueixen al desmai inclouen medicaments contra l'ansietat, la pressió sanguínia alta, les arrítmies, la congestió nasal i les al·lèrgies.
Altres raons per les quals una persona es pot desmaiar inclouen l'espondilosi vertebral cervical, la síndrome d'Eagle, la malformació d'Arnold-Chiari, la hiperventilació, la malaltia de Ménière malaltia de Parkinson, la deficiència de vitamina B12, el consum d'alcohol o de drogues o la hipoglucèmia.
Causes menys comunes però més greus són malaltia cardíaca (com el ritme cardíac anormal o l'atac cardíac, per exemple), anafilaxi, estenosi aòrtica, hipertensió arterial pulmonar i accident cerebrovascular.

## Tractament immediat
El tractament immediat per a algú que ha perdut el coneixement inclou:
- Ajaure'l a terra (o, alternativament, en una superfície plana), si és que no hi està.
- Demanar ajuda, algú que truqui al telèfon d'emergència (112).
- Fer-ne una valoració. Llavors:
  - Si no respira (i per tant, no estarem davant d'una síncope): començar la reanimació cardiopulmonar.
  - Si respira:
    - Si té la roba ajustada al voltant del coll, afluixar-la.
    - Tombar-lo de costat per evitar que es produeixi una aspiració de vòmit.
    - Elevar les cames, almenys uns trenta centímetres.